# Tasmanien-Bürstenrattenkänguru
Das Tasmanien-Bürstenrattenkänguru (Bettongia gaimardi) ist ein Beutelsäuger aus der Familie der Rattenkängurus (Potoroidae), der im östlichen Tasmanien und den nahbei gelegenen Inseln Bruny Island und Maria Island vorkommt. Ein Vorkommen auf dem südostaustralischen Festland ist ausgestorben. Die Population auf Tasmanien wird als Unterart Bettongia gaimardi cuniculus klassifiziert, während die erloschene Festlandpopulation die Nominatform B. gaimardi gaimardi bildet.

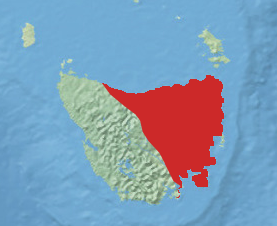
Das Verbreitungsgebiet im östlichen Tasmanien.

## Merkmale
Das Tasmanien-Bürstenrattenkänguru erreicht eine Kopfrumpflänge von etwa 32 cm, hat einen 29 bis 35 cm langen Schwanz und wiegt 1,2 bis 2,3 kg. Es ist graubraun gefärbt, teilweise mit weißlichen Haarspitzen. Der Bauch ist hellgrau oder weißlich. Auf den Hüften ist meist ein heller Streifen sichtbar. Die Gliedmaßen sind heller als der Rücken. Kopf und Schwanz sind eher bräunlich. Der hintere, mit längeren Haare bestückte Teil des Schwanzes ist dunkel, die Schwanzspitze ist weiß.

## Lebensraum und Lebensweise
Das Tasmanien-Bürstenrattenkänguru kommt in offenen Eucalyptus- und anderen Wäldern vor, von Meeresniveau bis in Höhen von 1000 Metern vor. Der Erdboden ist für gewöhnlich verbuscht oder mit niedrigen Gräsern bedeckt. Die Tiere sind einzelgängerisch und nachtaktiv. Den Tag verbringen sie in ovalen Nestern im trockenen Gras, zwischen Tussockgräsern, Sträuchern oder unter umgefallenen Baumstämmen. Die Nester haben nur eine Öffnung. Ein Individuum kann in seinem Territorium bis zu 12 Nester haben. Die Territorien der Männchen sind 47 bis 85 ha groß, die der Weibchen sind mit 38 bis 63 ha deutlich kleiner. Die Territorien der Tiere überlappen sich.

## Ernährung
Die Art ernährt sich vor allem von unterirdisch wachsenden, trüffelartigen Pilzen, die mit den Vorderpfoten ausgegraben werden. Pilze machen über 75 % ihrer Nahrung aus. Außerdem werden Samen, Früchte, Wurzeln, Knospen, Pflanzenexsudate und Wirbellose gefressen. Bei der Nahrungssuche bewegt sich das Tasmanien-Bürstenrattenkänguru relativ schnell und weit. Es legt dann innerhalb von 30 Minuten etwa 500 bis 600 Meter zurück.

## Fortpflanzung
Weibchen bekommen pro Geburt ein einzelnes Jungtier und gebären bis zu dreimal im Jahr. Die Trächtigkeitsdauer beträgt 21 bis 22 Tage. Nach der Geburt bleibt das Jungtier für etwa 3,5 Monate im Beutel und wird mit einem Alter von 5 Monaten entwöhnt und mit einem Alter von neun bis zwölf Monaten geschlechtsreif.

## Status
Die Art wird von der IUCN als in geringem Maße gefährdet (near threatened) eingeordnet. Das Aussterben der auf dem Festland lebende Nominatform ist vor allem auf den vom Menschen eingeführten Rotfuchs (Vulpes vulpes) zurückzuführen. Auf Tasmanien, wo es keine Füchse gibt, ist die Art nach wie vor recht häufig. In den Jahren 2011 bis 2012 wurden einige Tasmanien-Bürstenrattenkängurus in einem 450 ha großen, umzäunten, fuchsfreiem Territorium nördlich von Canberra frei gelassen.

## Belege
1. 1 2 3 4 5 6  Mark Eldridge & Greta Frankham: Family Potoroidae (Bettongs and Potoroos). Seite 626 in Don E. Wilson, Russell A. Mittermeier: Handbook of the Mammals of the World – Volume 5. Monotremes and Marsupials. Lynx Editions, 2015, ISBN 978-84-96553-99-6
2. ↑  Bettongia gaimardi in der Roten Liste gefährdeter Arten der IUCN 2016. Eingestellt von: Burbidge, A.A., Woinarski, J. & Johnson, C.N., 2016. Abgerufen am 12. März 2018.